# Juan Luis Iborra
Juan Luis Pérez Iborra (Alfaz del Pi, Alicante, 25 de marzo de 1959), conocido como Juan Luis Iborra, es un director de cine y guionista español.

## Biografía
Estudió Arte Dramático en Madrid desde 1979, debutando como actor en la Sala Olimpia en 1982 con Valentín.
Pronto descubre su afición por la escritura, lo que le lleva a trabajar como guionista en varios programas de entretenimiento en TVE —como ¡Hola Raffaella!—. Al tiempo vienen los primeros guiones para series de televisión y películas. Y en 1997 su primera película como director.
Muchos de sus proyectos los ha realizado junto a Yolanda García Serrano: Amor de hombre, Km. 0, etc. 
En 2008 estrena Enloquecidas con Verónica Forqué, Silvia Abascal y Concha Velasco, sobre un guion escrito junto a Antonio Albert.

## Obras

### Películas
- Enloquecidas (guion y dirección), 2008
- Valentín (guion y dirección), 2002. Adaptación cinematográfica de la novela homónima de Juan Gil-Albert.[1][2]
- Desafinado (guion), 2001
- Tiempos de azúcar (guion y dirección), 2000
- Km. 0 (guion y dirección), 1999
- Entre las piernas (guion), 1998
- Amor de hombre (guion y dirección), 1997
- ¿De qué se ríen las mujeres? (guion), 1997
- El amor perjudica seriamente la salud (guion), 1996
- Boca a boca (guion), 1995
- Oh, cielos (guion), 1994
- Todos los hombres sois iguales (guion), 1993
- ¿Por qué lo llaman amor cuando quieren decir sexo? (guion), 1992
- Salsa rosa (guion), 1991
- El robobo de la jojoya (guion), 1991

### Televisión
- Dirección de la serie " PARANY " para la televisión valenciana.2019

- Guion y dirección Gala de los premios del Audiovisual Valenciano: años 2018-2019-2020

- Guion y dirección de TELEPASION desde 2014 hasta 2021
- La que se avecina (guion y dirección), 2008
- A tortas con la vida (guion y dirección), 2006
- Aquí no hay quien viva (guion y dirección), 2005
- Las cerezas del cementerio (Dirección), 2004. Adaptación cinematográfica en dos episodios de la novela homónima del escritor Gabriel Miró.[3]
- Gala: Premios Goya (Guion y Dirección), 2004
- Gala: Premios Goya (Guion y Dirección), 2003
- Gala: Premios Goya (Guion y Dirección), 2001
- Todos los hombres sois iguales (Guion), 1998
- Para qué sirve un marido (Guion), 1997
- Gala Premios Goya (Guion), 1996
- A las 8 con Raffaella (Guion), 1995
- Sevilla de Fiesta – Boda de la Infanta Elena (Guion), 1995
- ¡Hola Raffaella! (Guion y Dirección), 1992/1995
- La Gala – Antena 3 (Guion), 1994
- Sevilla Sogna – Expo ’92 TVE-RAI (Guion y Dirección), 1992
- Íntimamente (Guion), 1992
- Estoy por ti – Gala presentación TVE (Guion y Dirección), 1992
- Objetivo indiscreto – TVE (Guion y Dirección), 1991
- Acompáñame – Gala TVE (Guion y Dirección), 1991
- Viaje al español (Guion), 1990/91
- Gala Premios Goya (Guion), 1990
- El día por delante (Guion), 1990/98
- El séptimo cielo (Guion), 1989
- Contigo (Guion), 1988
- A la espera (Guion), 1987

### Teatro
- Valentín. Adaptación teatral de la novela del mismo nombre de Juan Gil-Albert, estrenada en la Sala Olimpia de Madrid, 1983
- Mentiras, incienso y mirra - Co- Autor y director
- Historias de un Karaoque - Co- Autor y director
- Querida Matilde - Director y adaptación
- Confidencias muy íntimas - Director y adaptación
- Ni para ti ni para mí- Co- Autor y director
- Sofocos - Director
- Un chico de Revista - director
- Viva la Pepa - Coautor y director
- Insatisfechas - Coautor y director
- Una Noche con ella - Autor y director
- Gibraltareña - Autor y director
- Los chicos del coro el musical - director

## Premios
Premios Goya
| Año        | Categoría            | Película                       | Resultado |
| ---------- | -------------------- | ------------------------------ | --------- |
| IX edición | Mejor guion original | Todos los hombres sois iguales | Ganador   |
| X edición  | Mejor guion original | Boca a boca                    | Nominado  |

Medallas del Círculo de Escritores Cinematográficos
| Año  | Categoría            | Película                       | Resultado |
| ---- | -------------------- | ------------------------------ | --------- |
| 1994 | Mejor guion original | Todos los hombres sois iguales | Ganador   |

- Ganador del Premio Agliff al «Mejor Guion» por Amor de hombre en el Festival Internacional de Cine Gay y Lésbico de Austin ( Estados Unidos, 1998).
- Nominado al Premio Rosebud a la «Mejor Película» por Amor de hombre en el Festival de Cine Gay y Lésbico de Verzaubert ( Alemania, 1998).
- Ganador del Premio del Público y el Premio del Jurado como «Mejor Largometraje de Ficción» por Amor de hombre en el Festival de Cine Gay y Lésbico de Miami ( Estados Unidos, 1999).
- Ganador del Premio del Público al «Mejor Largometraje» por Km. 0 en el Festival Internacional de Cine Gay y Lésbico de Filadelfia ( Estados Unidos, 2001).
- Ganador del Premio del Público por Km. 0 en el Festival de Cine Gay y Lésbico de Miami ( Estados Unidos, 2001).
- Ganador del Premio Eurola por Km. 0  en el Festival de Cine Gay y Lésbico de Hamburgo ( Alemania, 2001).
- Nominado al Premio Biznaga de Oro por Valentín en el Festival de Cine Español de Málaga ( España, 2002).
- Ganador del Premio del Público por Km. 0 como Película de Guion Destacado en el Outfest de Los Ángeles ( Estados Unidos, 2002).
- Ganador del Premio del Público a la Mejor Película por Km. 0, en el Festival de Cine Gay y Lésbico de Boulder ( Estados Unidos, 2002).
- Ganador de 6 Premios Tirant a la «Mejor Serie de Ficción», Las cerezas del cementerio; «Mejor Actor Secundario», Juli Mira; «Mejor Fotografía», Federico Ribes; «Música Original», Luis Ivars; «Mejor Diseño de Vestuario», Maribel Peydró y Maribel Monleón; y «Mejor Dirección Artística», Pepón Sigler; en la Qinzena de l'Audiovisual Valencià ( España, 2005).
- Ganador del Premio Academia de Televisión a la «Mejor Película para Televisión» por Las cerezas del cementerio, en la VIII edición Premios Academia de Televisión ( España, 2006).